# Mouri I
Mouri I est une localité du Cameroun située dans la commune de Yagoua, le département du Mayo-Danay et la Région de l'Extrême-Nord, à la frontière avec le Tchad.

## Population
En 1967, la localité comptait 695 habitants, principalement des Massa.
Lors du recensement de 2005, on y a dénombré 2 091 personnes.